# Postovaara
Postovaara är en kulle i Finland. Den ligger i Sodankylä kommun i landskapet Lappland, i den norra delen av landet, 800 km norr om huvudstaden Helsingfors. Toppen på Postovaara är 369 meter över havet, eller 139 meter över den omgivande terrängen. Bredden vid basen är 2,7 km.
Terrängen runt Postovaara är huvudsakligen platt. Trakten runt Postovaara är nära nog obefolkad, med mindre än två invånare per kvadratkilometer.